# Vicente Cosentino
Vicente Cosentino fue un director de fotografía, fotógrafo y cámara argentino que trabajó como director de fotografía en más de 40 películas argentinas de las décadas de 1950 y 1960.
Cosentino se inició en el cine como cámara, en 1936, en películas como Ayúdame a vivir o Sol de primavera. En 1949 comenzaron sus trabajos como director de fotografía. Una de sus películas fue Al compás de tu mentira. Se retiró en 1969.

## Películas como director de fotografía
- Al compás de tu mentira, 1949
- Edición Extra, 1949
- La culpa la tuvo el otro, 1950
- Don Fulgencio (El hombre que no tuvo infancia), 1950
- La campana nueva, 1950
- Sombras en la frontera, 1951
- El honorable inquilino, 1951
- ¡Qué hermanita!, 1951
- Concierto de bastón, 1951
- Cosas de mujer, 1951
- Como yo no hay dos, 1952
- Vuelva el primero!, 1952
- Vigilantes y ladrones, 1952
- Asunto terminado, 1953
- Intermezzo criminal, 1953
- Dringue, Castrito y la lámpara de Aladino, 1954
- Marianela (película de 1955), 1955
- El millonario (película de 1955), 1955
- Bacará (película de 1955), 1955
- Un novio para Laura, 1955
- Los peores del barrio, 1955
- Historia de una soga, 1956
- Catita es una dama, 1956
- Cinco gallinas y el cielo, 1957
- Evangelina (película de 1959), 1959
- El negoción,1959
- Shunko (película), 1960
- Río abajo, 1960
- El campeón soy yo, 1960
- Lindor Covas, el cimarrón, 1963
- Bicho raro, 1965
- Los tímidos visten de gris, 1965
- Una ventana al éxito, 1966
- Ritmo, amor y juventud, 1966
- Dos quijotes sobre ruedas, 1966
- Mi secretaria está loca... loca... loca, 1967
- La muchacha del cuerpo de oro, 1967
- Lo prohibido está de moda, 1968
- Destino para dos, 1968
- Los debutantes en el amor, 1969

- Datos: Q7925133